# Kandla
Kandla là một thị trấn thống kê (census town) của quận Kachchh thuộc bang Gujarat, Ấn Độ.

## Địa lý
Kandla có vị trí 23°02′B 70°13′Đ / 23,03°B 70,22°Đ Nó có độ cao trung bình là 3 mét (9 feet).